# Ocotea duckei
Ocotea duckei är en lagerväxtart som beskrevs av Vattimo. Ocotea duckei ingår i släktet Ocotea och familjen lagerväxter. Inga underarter finns listade i Catalogue of Life.